# أورانيا

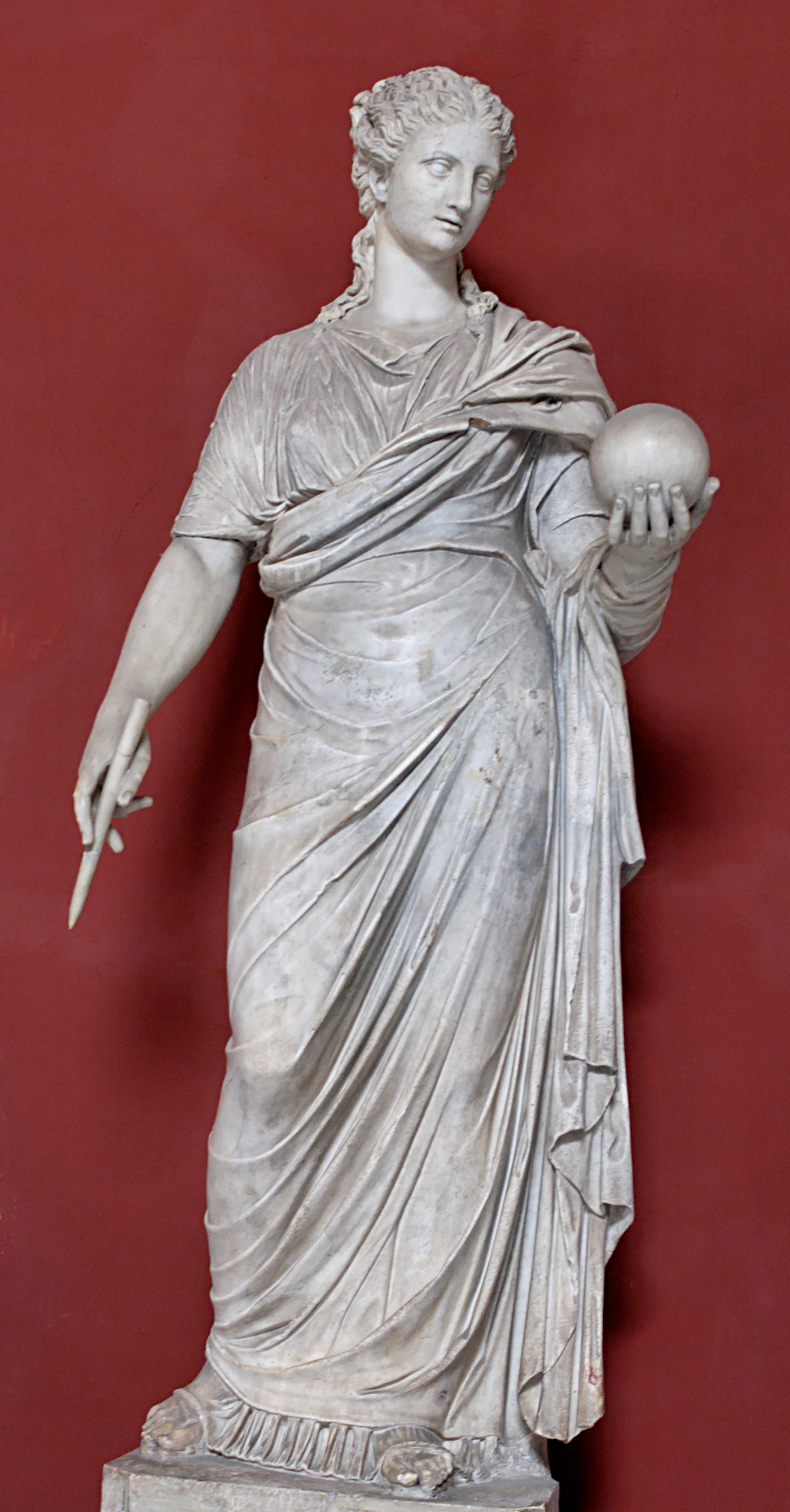
تمثال لأورانيا يبين الرموز التي ارتبطت بها.

أورانيا أو ملهمة الفلكين (بالإغريقية: تعني سماوية Ουρανία) بحسب الأساطير الإغريقية، هي إحدى الملهمات التسع، وقد عنيت بالعلوم الفلكية.

## منشأها
هي ابنة زيوس ونيموسيني، صورت في الفنون عادة كامرأة تحمل كرة أرضية، وعصا تشير به إلى الكرة. كما قد تضع قدمها فوق سلحفاة، دلالة على الصمت والسكوت.

## أعمالها
كان بإمكانها معرفة الأحداث المستقبلية عبر طرق انتظام النجوم ومواقعها، وكانت تلبس عباءة مطرزة بالنجوم وترنو إلى السماوات بشكل مستمر. كان المهتمون والمعنيون بالفلسفة والأمور السماوية ممن تكن لهم الاحترام والعطف بشكل كبير. أنجبت أورانيا لينوس، من أبولو أو هرمس أو أمفيماروس. كذلك، تذكر بعض الأساطير بأن هيمانيوس كان ابنا لها أيضاً.
خلال عصر النهضة، اعتبرت أورانيا ملهمة الشعر المسيحي، كونها ترتبط بالسماوات والأفلاك.